# Brad Abbott
Brad Abbott (Doncaster, Inglaterra, 24 de diciembre de 1994), es un jugador profesional de fútbol inglés nacido en Doncaster, Inglaterra. Juega en la posición de centrocampista, en la Football League One, un campeonato de tercera división del sistema de ligas de fútbol de Inglaterra. Desde la temporada 2014-15 milita en el Chester FC.
Abbott comenzó su carrera en el Barnsley, desde donde fue cedido al Harrogate Town en noviembre de 2013. Jugó siete partidos en la Conference North antes de volver al Barnsley, después de una lesión en la espalda. En mayo de 2014 firmó un nuevo contrato con el Chester FC por dos temporadas.

## Estadísticas
| Club           | Temporada | League             | League | League | FA Cup | FA Cup | Copa de la Liga | Copa de la Liga | Otros | Otros | Total | Total |
| Club           | Temporada | División           | PJ     | G      | PJ     | G      | PJ              | G               | PJ    | G     | PJ    | G     |
| -------------- | --------- | ------------------ | ------ | ------ | ------ | ------ | --------------- | --------------- | ----- | ----- | ----- | ----- |
| Barnsley       | 2013–14   | Championship       | 0      | 0      | 0      | 0      | 0               | 0               | 0     | 0     | 0     | 0     |
| Barnsley       | 2014–15   | League One         | 5      | 0      | 1      | 0      | 0               | 0               | 2     | 0     | 8     | 0     |
| Barnsley       | Total     | Total              | 5      | 0      | 1      | 0      | 0               | 0               | 2     | 0     | 8     | 0     |
| Harrogate Town | 2013–14   | Conference North   | 7      | 0      | 0      | 0      | —               | —               | 0     | 0     | 7     | 0     |
| Chester        | 2014–15   | Conference Premier | 16     | 1      | 0      | 0      | —               | —               | 0     | 0     | 16    | 1     |
| Total          | Total     | Total              | 28     | 1      | 1      | 0      | 0               | 0               | 2     | 0     | 31    | 1     |

- Nota: PJ son los partidos jugados y G los goles anotados.
- Nota: Estadísticas actualizadas hasta el 13 de noviembre de 2015.